# Skwierzyna
Skwierzyna (německy Schwerin an der Warthe) je město v Polsku v Lubušském vojvodství v okrese Międzyrzecz. Leží při soutoku řek Warty a Obry, 23 km jihozápadně od Gorzówa, 18 km severně od Międzyrzecze, 100 km západně od Poznaně. Roku 2024 mělo město téměř 10 tisíc obyvatel.

## Historie
Město Skwierzyna se formuje z osady v 12. století. Roku 1319 je zabráno Braniborskem a spadá pak pod Novou marku. Roku 1326 jej Vladislav Lokýtek přičleňuje zpět k Polskému království. Během Druhého dělení Polska bylo město zabráno Pruskem. Po Druhé světové válce roku 1945 bylo město připojeno zpět k Polsku.

## Partnerská města
-  Bernau bei Berlin, Německo
-  Fredersdorf-Vogelsdorf, Braniborsko, Německo
-  Międzychód, Velkopolské vojvodství, Polsko
-  Brjansk, Rusko